# Stradomka (dopływ Raby)
Stradomka – rzeka będąca prawobrzeżnym dopływem Raby, do której wpada na jej 40,8 kilometrze biegu. Najdalsze źródła Stradomki znajdują się w Beskidzie Wyspowym, na północnych stokach Śnieżnicy, na wysokości ok. 890 m n.p.m. Rzeka płynie następnie w ogólnym kierunku północnym przez Pogórze Wiśnickie, a jej całkowita długość wynosi ponad 40 km. Większymi dopływami są: Sawka, Tarnawka, Potok Sanecki i Polanka (wszystkie prawobrzeżne). W górnej części swojego biegu ma charakter rzeki górskiej. Jej średni spadek wynosi 1,2%, co jest dużą wartością. Powierzchnia całej zlewni Stradomki wynosi 361,8 km².
Rzeka płynie przez tereny silnie zabudowane i użytkowane rolniczo, co wpływa na jakość jej wody. W 2002 r. badany był stan sanitarny rzeki. Stwierdzono, że do odcinka ujściowego jej wody mają w ocenie ogólnej II klasę czystości wód (tzn. że m.in. nadają się do kąpania), zaś na odcinku ujściowym (ostatnie 2,8 km) ma III klasę czystości.
Dolina Stradomki jest w lecie ulubionym terenem rekreacyjnym dla mieszkańców pobliskich okolic oraz Bochni i Krakowa. Zawdzięcza to dużym walorom krajobrazowym, przyrodniczym, kulturowym, a także wodzie zdatnej do kąpieli. Jedną z największych jej atrakcji jest duże kąpielisko w Łapanowie – sztuczny zalew z zagospodarowanym zapleczem turystyczno-wypoczynkowym.

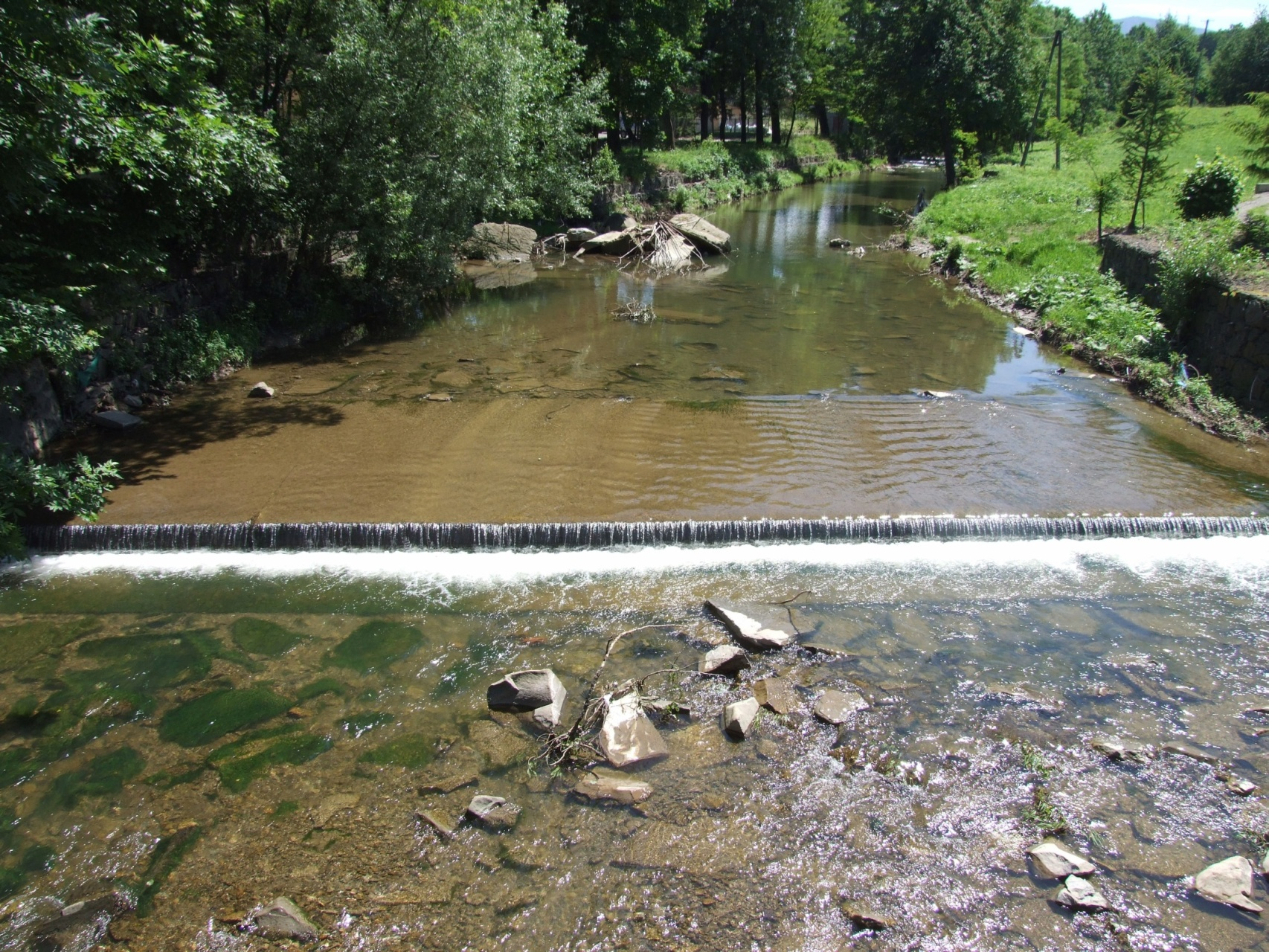
Stradomka w Szczyrzycu
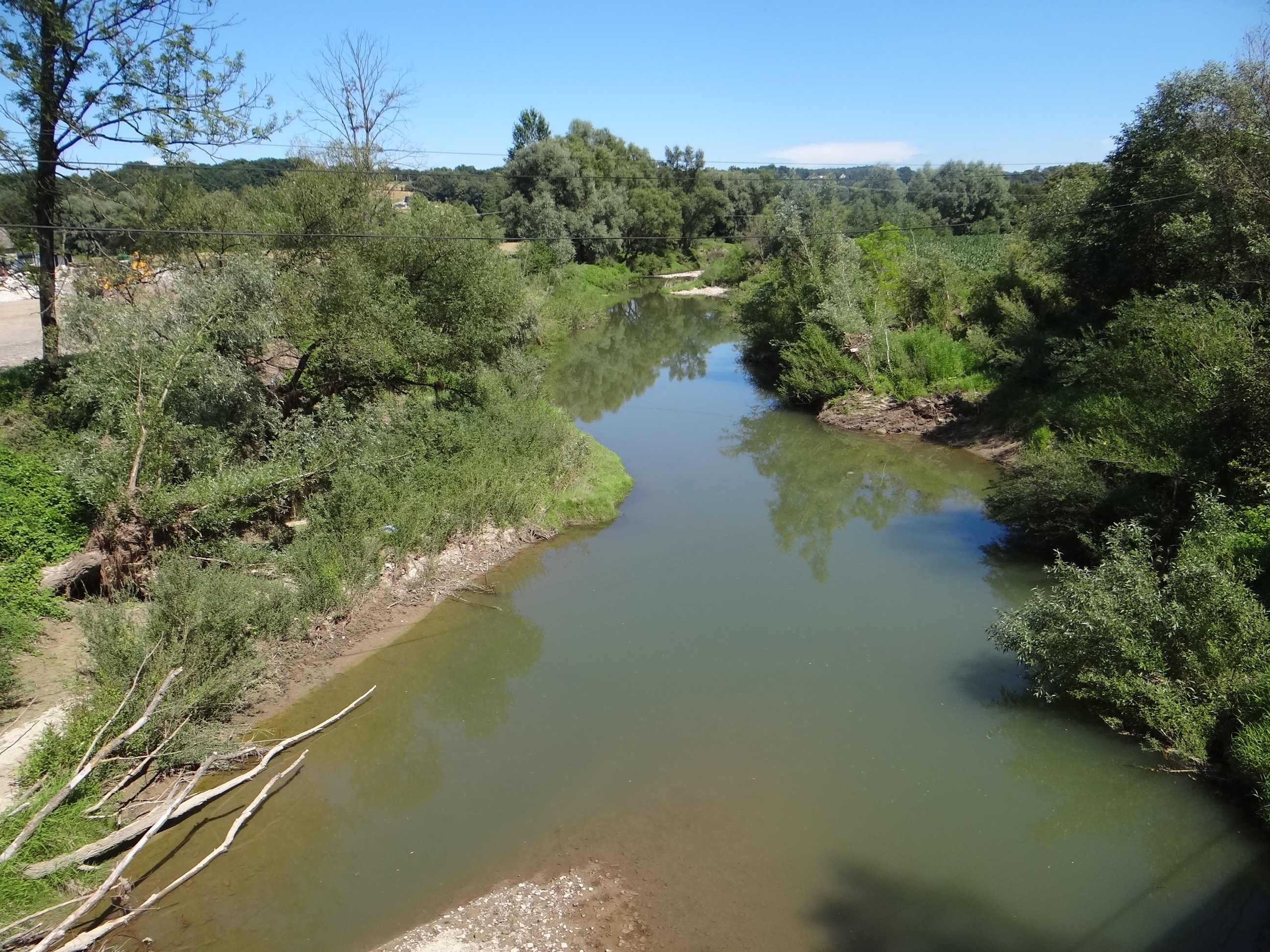
Stradomka w Łapanowie
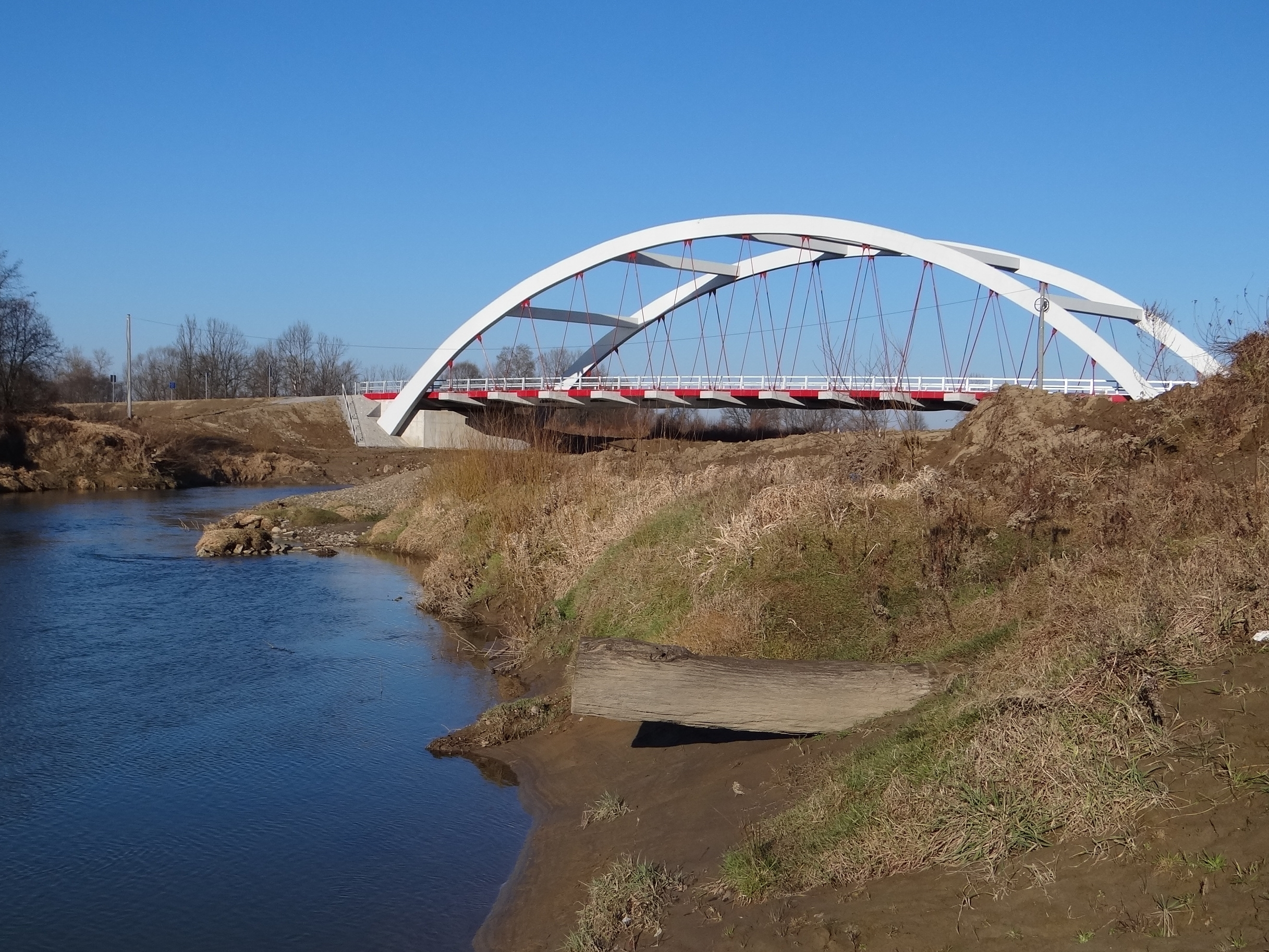
Stradomka we wsi Stradomka